# Villaviciosa (Abra)
Villaviciosa is een gemeente in de Filipijnse provincie Abra op het eiland Luzon. Bij de laatste census in 2007 had de gemeente ruim 5 duizend inwoners.

## Geografie

### Bestuurlijke indeling
Villaviciosa is onderverdeeld in de volgende 8 barangays:
- Ap-apaya
- Bol-lilising
- Cal-lao
- Lap-lapog
- Lumaba
- Poblacion
- Tamac
- Tuquib

## Demografie
Villaviciosa had bij de census van 2007 een inwoneraantal van 5.147 mensen. Dit zijn 270 mensen (5,5%) meer dan bij de vorige census van 2000. De gemiddelde jaarlijkse groei komt daarmee uit op 0,75%, hetgeen lager is dan het landelijk jaarlijks gemiddelde over deze periode (2,04%). Vergeleken met de census van 1995 is het aantal mensen met 513 (11,1%) toegenomen.

De bevolkingsdichtheid van Villaviciosa was ten tijde van de laatste census, met 5.147 inwoners op 87 km², 59,2 mensen per km².